# Nisa, Turkmenistan
Nisa, tudi Partavnisa ali Mitridatkirt (turkmensko  Gadymy Nusaý), starodavno mesto 12 km zahodno od Ašhabada v Turkmenistanu, prva prestolnica Partskega cesarstva, od leta 2007 mesto Unescove svetovne kulturne dediščine.
Mesto je po izročilu ustanovil prvi partski kralj Arsak I. (vladal približno 250 pr. n. št. -  211 pr. n. št.). Nisa je domnevno nekropola partskih kraljev, čeprav se za njeno trdnjavo še vedno ne ve ali je bila kraljeva rezidenca ali mavzolej.
Kralj Mitridat I. (vladal 171-138 pr. n. št.) je Niso preimenoval v Mitradatkirt (Mitridatova trdnjava).
Mesto je v zadnjem desetletju pr. n. št. popolnoma porušil potres.

## Izkopavanja
Arheološka izkopavanja v Nisi so razkrila velike zgradbe, mavzoleje in svetišča, mnogo napisov in izropano zakladnico. Med najdbami je mnogo helenističnih umetnin, veliko število slonokoščenih ritonov in veliko kovancev z iranskimi ali klasičnimi mitološkimi prizori.
Arheološko najdišče obsega 17 ha in je sestavljeno iz več območij. Odkriti sta bili dvi utrjeni povezani mesti (Stara in Nova Nisa) z bogatimi vladarskimi, stanovanjskimi in verskimi objekti.
Trg s hišo, ki je služila kot kraljeva zakladnica v velikosti 60 s 60 metrov. Je brez oken, s centralnim odprtim dvoriščem okoli katerega je bilo 12 sob s klopmi iz blata. Stene hiš so bile narejene iz opeke (zemlja in slama), tla so bila lesena. Stavba je bila okrašena z vencem na katerem so bile podobe helenističnega izvora - podobe Herkula z levom in drugimi. Večina ostankov je bila izropana ali poškodovana. Najbolj znan je kip Rodoguny (boginja vzhoda) in številni ritoni, vse se nahaja v muzeju v Ašhabadu.
Glavna stavba je bila kraljeva rezidenca. Soba velikosti 20 krat 20 m, je bila zgrajena na podlagi iz 2 metrov opeke, stene so bile visoke 10 m in debele 3 m. Strop so podpirali štirje podporni stebri, okrašeni s korintskim okrasjem. Znotraj templja so bili glineni kipi in poslikane stene. S sistemom hodnikov je bila dvorana povezana z dvema stolpoma. Celoten kompleks je bil verjetno tempelj ognja.
Okrogla stavba s premerom 17 m je imela notranjost zasnovano v dveh stopnjah: prva je bila iz belega alabastra, druga stopnja pa so bili stebrički, med katerimi so bili v nišah glineni kipi.
Trdnjava v Nisi je bila leta 2007 razglašena za Unescovo svetovno dediščino.
- Galerija
- Razvaline Nise
- Ulica v Nisi
- Pogled na mesto z obrambnega nasipa
- Detajl prvotnega okrasja